# Bob Hoskins

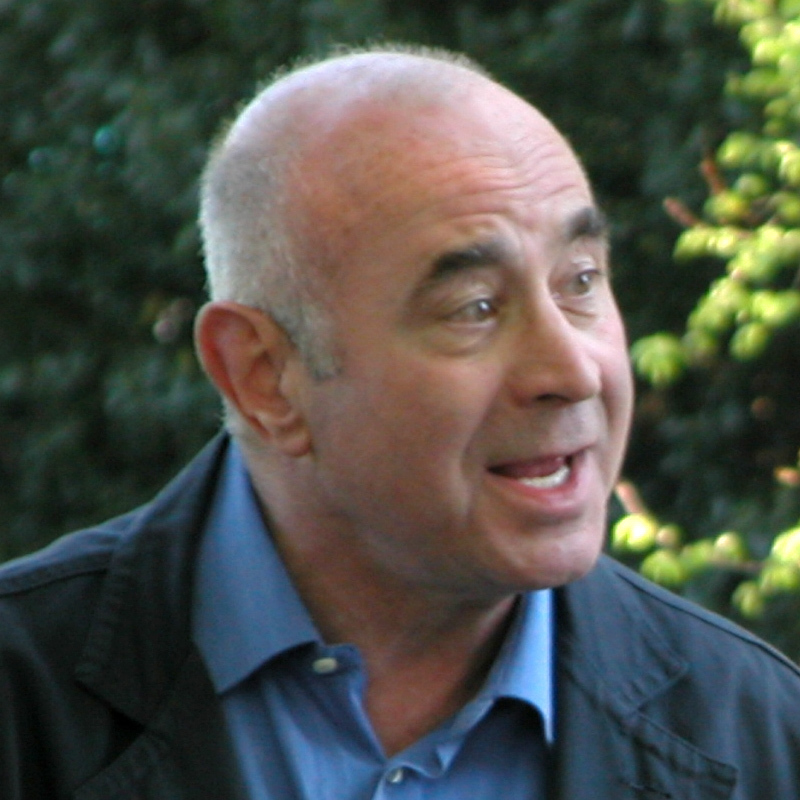
Bob Hoskins am Set von Ruby Blue (2007)

Robert William „Bob“ Hoskins, Jr. (* 26. Oktober 1942 in Bury St Edmunds, Suffolk; † 29. April 2014 in London) war ein britischer Schauspieler, Filmregisseur, Filmproduzent, und Drehbuchautor. Hoskins spielte häufig raue Arbeitertypen mit Herz oder Verbrecher. Seine Markenzeichen waren seine kleine und rundliche Körpergestalt (bei 1,66 m Körpergröße) sowie sein stechender Blick, der auf seiner Kurzsichtigkeit beruhte. Eine seiner bekanntesten Rollen war die des abgehalfterten Eddie Valiant in Falsches Spiel mit Roger Rabbit.

## Leben
Nachdem Hoskins die Schule beendet hatte, begann er eine Ausbildung als Buchhalter, brach diese jedoch vorzeitig ab. Vor seinem Debüt als Theaterschauspieler 1969 arbeitete er in verschiedenen Gelegenheitsjobs, unter anderem als Feuerschlucker und Seemann. Seine erste Rolle beim Theater erhielt er durch Zufall. Er begleitete einen Freund zu einem Casting und wurde, ohne zuvor eine Schauspielschule besucht zu haben, selbst entdeckt, nachdem ihn sein Freund zum Vorsprechen überredet hatte. Bühnenerfahrungen sammelte Hoskins u. a. beim Unity Theatre, einer kommunistisch geprägten Vereinigung von Amateurdarstellern, die einen entscheidenden Einfluss auf die britische Schauspiellandschaft hatte.
Hoskins war von 1967 bis 1978 mit Jane Liversey verheiratet. Aus dieser Ehe gingen zwei Kinder hervor. 1982 heiratete er Linda Banwell, mit der er ebenfalls zwei Kinder hatte. 2011 wurde bei ihm eine Parkinson-Erkrankung diagnostiziert. Im August 2012 gab er aus diesem Grund seinen Rückzug aus dem Filmgeschäft bekannt. Hoskins starb am 29. April 2014 im Alter von 71 Jahren an den Folgen einer Lungenentzündung in einem Londoner Krankenhaus im Beisein seiner Frau und seiner Kinder.

## Karriere
Seine erste Filmrolle erhielt er 1972 in der Fernsehserie Villains. 1973 spielte er in The National Health, or Nurse Norton’s Affair, der Verfilmung eines Dramas von Peter Nichols, mit Neville Aurelius, George Browne, Lynn Redgrave und Gillian Barge. Einem breiteren Publikum wurde er 1978 durch die Hauptrolle in der von Dennis Potter konzipierten BBC-Fernsehreihe Tanz in den Wolken bekannt. Bei dieser Musicalverfilmung zeigte Hoskins, dass er ein talentierter Tänzer war.
Durch Filme wie Rififi am Karfreitag (1980) und Mona Lisa (1986) erwarb er sich bei Kritikern einen Ruf als herausragender Darsteller. Für seine Darstellung des ehemaligen Häftlings George in Mona Lisa wurde Hoskins bei den Internationalen Filmfestspielen von Cannes 1986 zusammen mit Michel Blanc als Bester Schauspieler ausgezeichnet. Bei der Verleihung der Oscars war er als Bester Hauptdarsteller nominiert. Im Jahr darauf erhielt er für diese Rolle den BAFTA-Award.
1991 drehte er Tod im Spiegel mit Tom Berenger und Greta Scacchi. 1993 war er in Super Mario Bros. mit Dennis Hopper und Fiona Shaw zu sehen. Der Film floppte als misslungene Umsetzung des Nintendo-Videospiels an den Kinokassen und bedeutete für Hoskins einen herben Rückschlag in seiner Karriere, sodass er seine Mitwirkung daran später als einen seiner größten Fehler bezeichnete. 1998 war er in Cousin Bette mit Jessica Lange, Geraldine Chaplin, und Simon McBurney zu sehen, 2004 in der Bobby-Darin-Filmbiografie Beyond the Sea von Kevin Spacey u. a. neben John Goodman und Greta Scacchi. Daneben arbeitete Hoskins mit Steven Spielberg, Julia Roberts, Cher und Dustin Hoffman zusammen.
Ende der 1990er Jahre wirkte er in eher kleinen Projekten mit, auch um junge Schauspieler zu fördern. Ab 2000 drehte Hoskins wieder häufiger in Hollywood. Er spielte unter anderem mit Jennifer Lopez und Morgan Freeman. 2005 war er mit Ewan McGregor in dem Psychothriller Stay und danach in der Filmkomödie Lady Henderson präsentiert neben Judi Dench zu sehen. Neben Ben Affleck spielte er in Die Hollywood-Verschwörung, die den authentischen Todesfall des Schauspielers George Reeves thematisiert. 2006 trat er in dem Episodenfilm Paris, je t’aime in einer Szene an der Seite von Fanny Ardant auf.
Für seine Rolle in dem unter der Regie von Shane Meadows entstandenen Spielfilm Twenty Four Seven erhielt Hoskins den Europäischen Filmpreis als Bester Schauspieler. Vier Jahre später war er für seine Rolle in Last Orders für dieselbe Auszeichnung nominiert. 1989 erhielt Hoskins eine Golden-Globe-Nominierung als Bester Hauptdarsteller für seine Darstellung in Falsches Spiel mit Roger Rabbit und 2006 eine weitere als Bester Nebendarsteller in Lady Henderson präsentiert.

## Synchronsprecher
Hoskins sprach einen ausgeprägten Cockney-Dialekt, der auch in einigen seiner Filme als Stilmittel Verwendung fand. Seine deutschen Synchronstimmen waren verschiedene Sprecher, zumeist Klaus Sonnenschein, Mogens von Gadow und Thomas Fritsch. Hoskins war selbst ebenfalls als Synchronsprecher tätig, so zum Beispiel in den Filmen Balto – Ein Hund mit dem Herzen eines Helden oder Garfield 2.

## Filmografie
- 1975: Royal Flash
- 1975: Nahaufnahmen (Inserts)
- 1979: Die letzte Offensive (Zulu Dawn)
- 1980: Rififi am Karfreitag (The Long Good Friday)
- 1982: Pink Floyd – The Wall
- 1983: Der Honorarkonsul (The Honorary Consul)
- 1984: Lassiter
- 1984: Cotton Club (The Cotton Club)
- 1985: Brazil
- 1985: Der Duce und ich
- 1986: Mona Lisa
- 1986: Sweet Liberty
- 1987: Auf den Schwingen des Todes (A Prayer for the Dying)
- 1988: Raggedy – Eine Geschichte von Liebe, Flucht und Tod (The Raggedy Rawney)
- 1988: Falsches Spiel mit Roger Rabbit (Who Framed Roger Rabbit)
- 1990: Der Chaoten-Cop (Heart Condition)
- 1990: Meerjungfrauen küssen besser (Mermaids)
- 1991: Tod im Spiegel (Shattered)
- 1991: Hook
- 1991: Der Gefallen, die Uhr und der sehr große Fisch (The Favour, the Watch and the Very Big Fish)
- 1992: Ein verrückter Leichenschmaus (Passed Away)
- 1993: Super Mario Bros.
- 1995: Nixon
- 1995: Balto – Ein Hund mit dem Herzen eines Helden (Balto, Stimme)
- 1996: Michael
- 1996: Joseph Conrads: Der Geheimagent (The Secret Agent)
- 1997: Spiceworld – Der Film (Spice World)
- 1998: Cousine Bette (Cousin Bette)
- 1999: Captain Jack
- 1999: David Copperfield
- 1999: Felicia, mein Engel (Felicia’s Journey)
- 2000: Letzte Runde (Last Orders)
- 2001: Duell – Enemy at the Gates (Enemy at the Gates)
- 2001: Die vergessene Welt (The Lost World)
- 2002: Manhattan Love Story (Maid in Manhattan)
- 2003: Frasier (Fernsehserie, Folge 10x15)
- 2003: Auf Messers Schneide (Den of Lions)
- 2004: Johannes XXIII. – Für eine Welt in Frieden (Il papa buono)
- 2004: Beyond the Sea – Musik war sein Leben (Beyond the Sea)
- 2004: Vanity Fair – Jahrmarkt der Eitelkeit (Vanity Fair)
- 2005: Die Maske 2: Die nächste Generation (Son of the Mask)
- 2005: Lady Henderson präsentiert (Mrs Henderson Presents)
- 2005: Stay
- 2005: Unleashed – Entfesselt (Danny The Dog)
- 2006: Paris, je t’aime
- 2006: Die Hollywood-Verschwörung (Hollywoodland)
- 2007: Outlaw
- 2007: Ruby Blue
- 2008: Doomsday – Tag der Rache (Doomsday)
- 2008: Pinocchio
- 2009: Disneys Eine Weihnachtsgeschichte (A Christmas Carol)
- 2010: We Want Sex (Made in Dagenham)
- 2011: Will – Folge deinem Traum (Will)
- 2011: Neverland – Reise in das Land der Abenteuer (Neverland, Miniserie)
- 2012: Snow White and the Huntsman

## Auszeichnungen
- The Long Good Friday: Evening Standard British Film Award bester Hauptdarsteller
- The Long Good Friday: Nominiert – BAFTA Award bester Hauptdarsteller
- Der Honorarkonsul: Nominiert – BAFTA Award bester Nebendarsteller
- Mona Lisa: BAFTA Award bester Hauptdarsteller
- Mona Lisa: Internationale Filmfestspiele von Cannes bester Hauptdarsteller (zusammen mit Michel Blanc für Ménage)
- Mona Lisa: Boston Society of Film Critics Award bester Hauptdarsteller
- Mona Lisa: Golden Globe Award bester Hauptdarsteller
- Mona Lisa: Kansas City Film Critics Circle Award bester Hauptdarsteller
- Mona Lisa: London Critics’ Circle Film Award bester Hauptdarsteller (zusammen mit William Hurt in Kuss der Spinnenfrau)
- Mona Lisa: Los Angeles Film Critics Association Award bester Hauptdarsteller
- Mona Lisa: National Society of Film Critics Award bester Hauptdarsteller
- Mona Lisa: New York Film Critics Circle Award bester Hauptdarsteller
- Mona Lisa: Valladolid International Film Festival: bester Hauptdarsteller
- Mona Lisa: Nominiert – Academy Award bester Hauptdarsteller
- The Lonely Passion of Judith Hearne: Evening Standard British Film Award bester Hauptdarsteller
- Falsches Spiel mit Roger Rabbit: Evening Standard British Film Award bester Hauptdarsteller
- Falsches Spiel mit Roger Rabbit:Nominiert – Golden Globe Award bester Hauptdarsteller
- Falsches Spiel mit Roger Rabbit: Nominiert – Saturn Award bester Hauptdarsteller
- Nixon: Nominiert – Screen Actors Guild Award bestes Ensemble
- Twenty Four Seven: European Film Award bester Hauptdarsteller
- Felicia’s Journey: Genie Award bester Hauptdarsteller
- Last Orders: National Board of Review Award Bestes Ensemble
- Last Orders: Nominiert – European Film Award bester Hauptdarsteller
- Son of the Mask: Nominiert – Goldene Himbeere schlechtester Nebendarsteller
- Mrs Henderson Presents: National Board of Review Award Bestes Ensemble
- Mrs Henderson Presents: Nominiert – British Independent Film Award bester Hauptdarsteller
- Mrs Henderson Presents: Nominiert – Golden Globe Award bester Nebendarsteller
- Mrs Henderson Presents: Nominiert – St. Louis Gateway Film Critics Association Award bester Nebendarsteller
- Made in Dagenham: Nominiert – British Independent Film Award bester Nebendarsteller
- Pennies from Heaven: Nominiert – BAFTA TV Award bester Hauptdarsteller
- Noriega: God’s Favorite: Nominiert – Satellite Award bester Hauptdarsteller
- The Street: International Emmy Award bester Hauptdarsteller